# Patada frontal
La patada frontal en artes marciales es una patada ejecutada levantando la rodilla hacia adelante, mientras se mantiene el pie y la espinilla colgando libremente o tirados hacia la cadera, y luego estirando la pierna frente al practicante y golpeando el área objetivo. Es deseable retraer la pierna inmediatamente después de dar la patada, para evitar que el oponente intente agarrar la pierna y (a menos que esté en proceso una combinación) volver a la postura de lucha estable.
Nombre coreano
- Hangul: 앞차기
- Hanja: ninguno

Transcripciones:
- Romanización revisada: ap chagi
- McCune-Reischauer:	ap'ch'aki

Nombre Japones
- Kanji: 前蹴り
- Hiragana: まえげり

Transcripciones:
- Hepburn revisado:mae geri

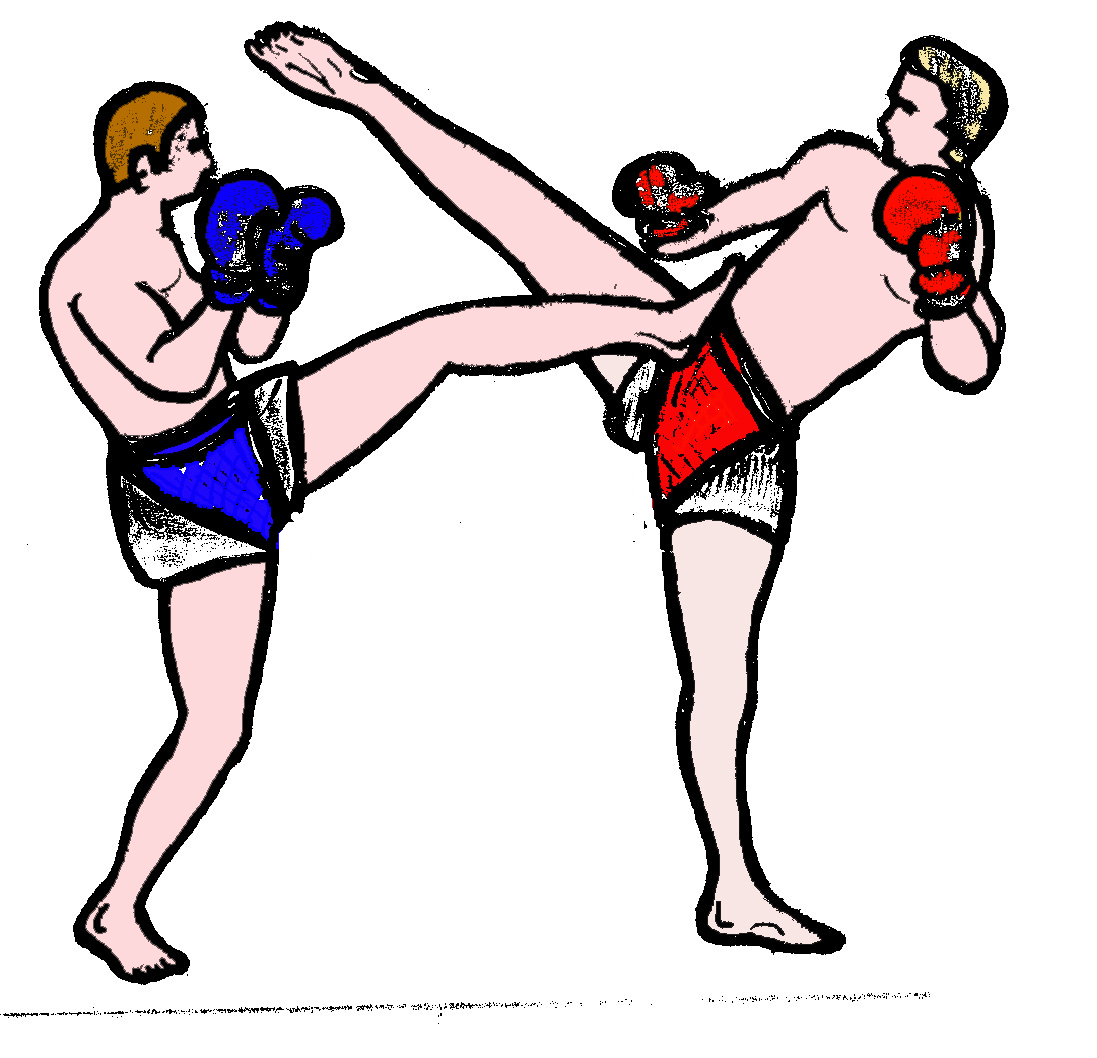
Un contraataque con patada frontal en el boxeo birmano.

La patada frontal descrita es la típica patada frontal básica del karate o taekwondo. Pero la patada frontal también se puede definir de manera más amplia como una patada directa al frente y luego incluye varias variaciones de muchos estilos diferentes. Una patada frontal se puede lanzar hacia adelante de manera penetrante (empuje de cadera) o hacia arriba para atacar la cabeza.

## Detalle de la técnica

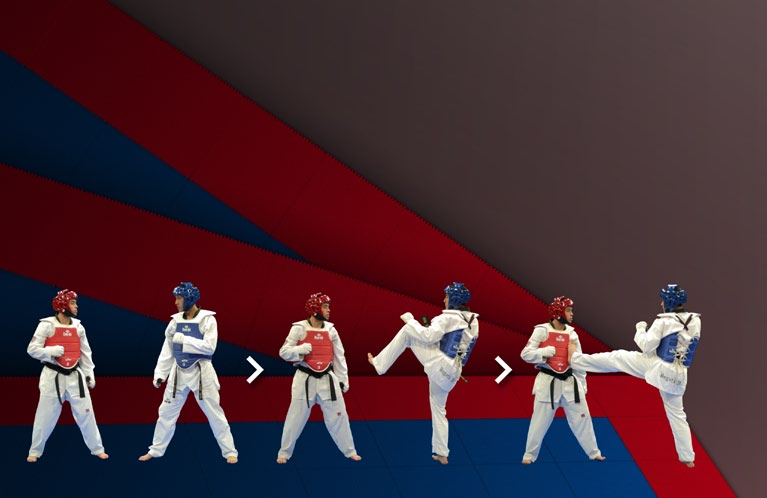
patada frontal de taekwondo.

En las artes marciales que implican combate descalzo o calzado muy ligero, el golpe generalmente se realiza usando la punta del pie (mientras apunta el pie hacia el área objetivo y manteniendo los dedos levantados para evitar lesiones) o con el talón. Cuando se utiliza calzado más pesado, existe la opción de utilizar la suela entera como superficie de golpeo. También es posible patear con la parte superior del pie (el empeine) en casos de golpes en la ingle o debajo del brazo que pueden resultar muy dañinos.
En karate se prefiere usar la punta del pie. Este método exige más control del movimiento, pero permite un golpe estrecho y penetrante. Los practicantes de Taekwondo utilizan tanto el talón como la punta del pie para golpear. Es común realizar ejercicios de templado para fortalecer la punta del pie, ya que muchos practicantes nuevos no pueden ejercitar patadas frontales con toda su potencia en equipo de entrenamiento, como una bolsa para cadáveres.
Con técnicas específicas y en determinados estilos, el punto de impacto de la patada frontal puede resultar más exótico. Ciertos estilos japoneses tienen una patada frontal que generalmente se usa como patada de parada donde se usa la punta del pie para conectar, como para una patada lateral (la patada frontal con la punta del pie). El talón se suele utilizar recto (mae kakato geri) o con el pie inclinado (patada frontal con el talón inclinado), especialmente en patadas paradas, patadas cercanas o patadas frontales altas. El nin-jitsu japonés tiene variaciones que utilizan los dedos de los pies enderezados y endurecidos. Patadas frontales a la ingle (kin geri), como la patada levantada o la patada frontal hacia arriba (mae geri keage), use la parte superior del pie. La patada fantasma en la ingle utiliza todo el interior del pie para conectarse de manera muy efectiva. Las patadas paradas suelen utilizar toda la planta del pie para alejar al oponente.
Varios sistemas de combate enseñan una patada frontal "general" usando el talón o todo el pie cuando se usa calzado. Por ejemplo, los sistemas de artes marciales empleados por el ejército suponen que un luchador usa calzado pesado, generalmente tiene menos movilidad de lo que se suele suponer en las artes marciales de competición y puede tener los músculos de las piernas gravemente fatigados. Ejecutar correctamente una patada frontal rápida mientras se controla la dirección del pie puede ser difícil en dichas condiciones. Una patada menos exigente técnicamente que utiliza suela de calzado pesado como superficie de golpe es más fácil de ejecutar.
La patada frontal generalmente se realiza con la parte superior del cuerpo recta y equilibrada, pero permite variedad en el movimiento de las caderas y el cuerpo en general. Los sistemas de artes marciales explotan esta capacidad de diferentes maneras. Por ejemplo, un karateka puede realizar mae geri mientras está de pie o inclinarse un poco hacia atrás durante el ataque, con la intención de aumentar el alcance de la patada. Si se ejecuta una combinación simple de 'patada-puñetazo', esta ligera inclinación permite aplicar más impulso al movimiento de la parte superior del cuerpo, por lo que el karateka terminará con un movimiento corporal más poderoso detrás del puñetazo. La situación opuesta se explota en algunas variaciones del Wing Chun, donde el movimiento rígido hacia adelante de ambas manos bloqueando/golpeando en el área superior podría ir acompañado de una ligera inclinación hacia adelante y una patada frontal simultánea en la ingle/muslo, etc. Se puede usar el movimiento de las caderas para aumentar el alcance y empujar la pierna hacia el objetivo, lo que resulta en un golpe más poderoso (una práctica común en taekwondo y algunos estilos de karate).

## Aplicación defensa y contrataque

### Aplicación
Las patadas frontales suelen estar dirigidas a objetivos debajo del pecho: estómago, muslos, ingle, rodillas o parte inferior. Los artistas marciales altamente cualificados suelen ser capaces de golpear objetivos a la altura de la cabeza con una patada frontal (aunque rara vez lo utilizan de esta manera). La patada frontal es rápida e implica poco movimiento corporal, lo que traiciona la naturaleza de la técnica antes de su ejecución. Esto hace que una patada frontal bien desarrollada sea una excelente ventaja tanto en ataque como en defensa.

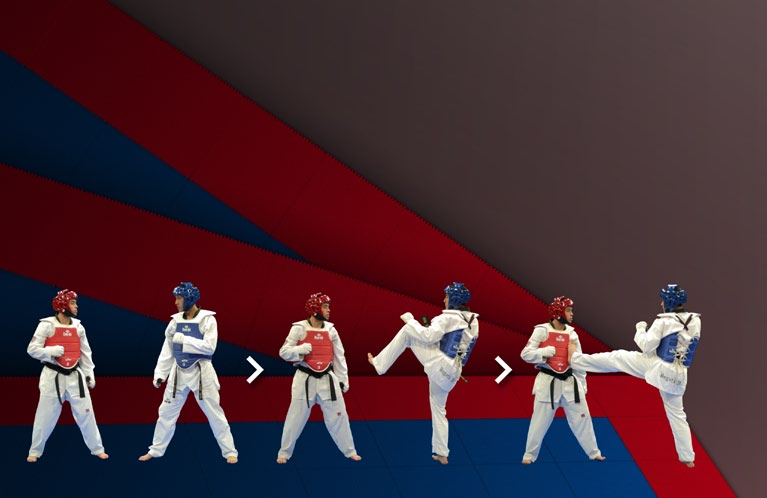
patada frontal.

### Defensa y contrataque
Al defender, la patada frontal podría usarse para dañar severamente el área inferior del oponente que ha iniciado un ataque, pero se ha concentrado demasiado en proteger la cabeza y la parte superior del cuerpo, y como una buena herramienta para mantener al enemigo fuera del alcance de los golpes. En ataque, la patada frontal podría servir como un excelente abridor para ataques combinados, ya que es lo suficientemente rápido y peligroso como para que el oponente cambie su atención para bloquear/desviar/evadir la patada, pero requiere poca desviación de la postura de pelea erguida, lo cual es bueno para iniciar el ataque de puñetazo desde. En general, existe una amplia variedad de situaciones en las que un practicante creativo de artes marciales podría aprovechar esta patada.
Las formas comunes de contrarrestar una patada frontal son desviarla con la mano, la espinilla, etc., alejándose/hacia un lado o, dado que la patada apunta visiblemente al área del abdomen/muslos, moviendo el cuerpo para que pase. El último método es algo arriesgado, ya que depende en gran medida de la agilidad del defensor, siendo una patada frontal una de las más rápidas posibles. Existen técnicas más exóticas para contrarrestar las patadas frontales, como una incorporada en Wado ryu kihon kumite (conocido como yakusoku, o kumite preestablecido, en algunas escuelas). Dicha técnica implica simultáneamente empujar la pierna del oponente lejos de la línea central y atacar la pierna con un golpe de codo hacia abajo en la cadera. Sin embargo, este método no se recomienda para principiantes ni como método general.
Además, aunque una patada frontal bien ejecutada es muy rápida, una ejecución descuidada presenta al oponente una excelente oportunidad de agarrarse , lo que podría ser desastroso para un atacante. Una vez que se agarra la pierna, el defensor dispone de una variedad de ataques, como técnicas de lucha que resultan en sujeción dolorosa, contraataque inmediato con puñetazos, lanzamientos, patadas en el área inferior y combinaciones de todo lo anterior. Por esta razón, "volver a amartillar" la pierna después de la patada es realmente importante, especialmente en situaciones de la vida real, donde no se aplican las reglas comunes a muchas artes marciales de competición. Sin embargo, ejecutar patadas frontales hasta la cintura y debajo es relativamente seguro y efectivo, dado que la pierna se retrae inmediatamente.

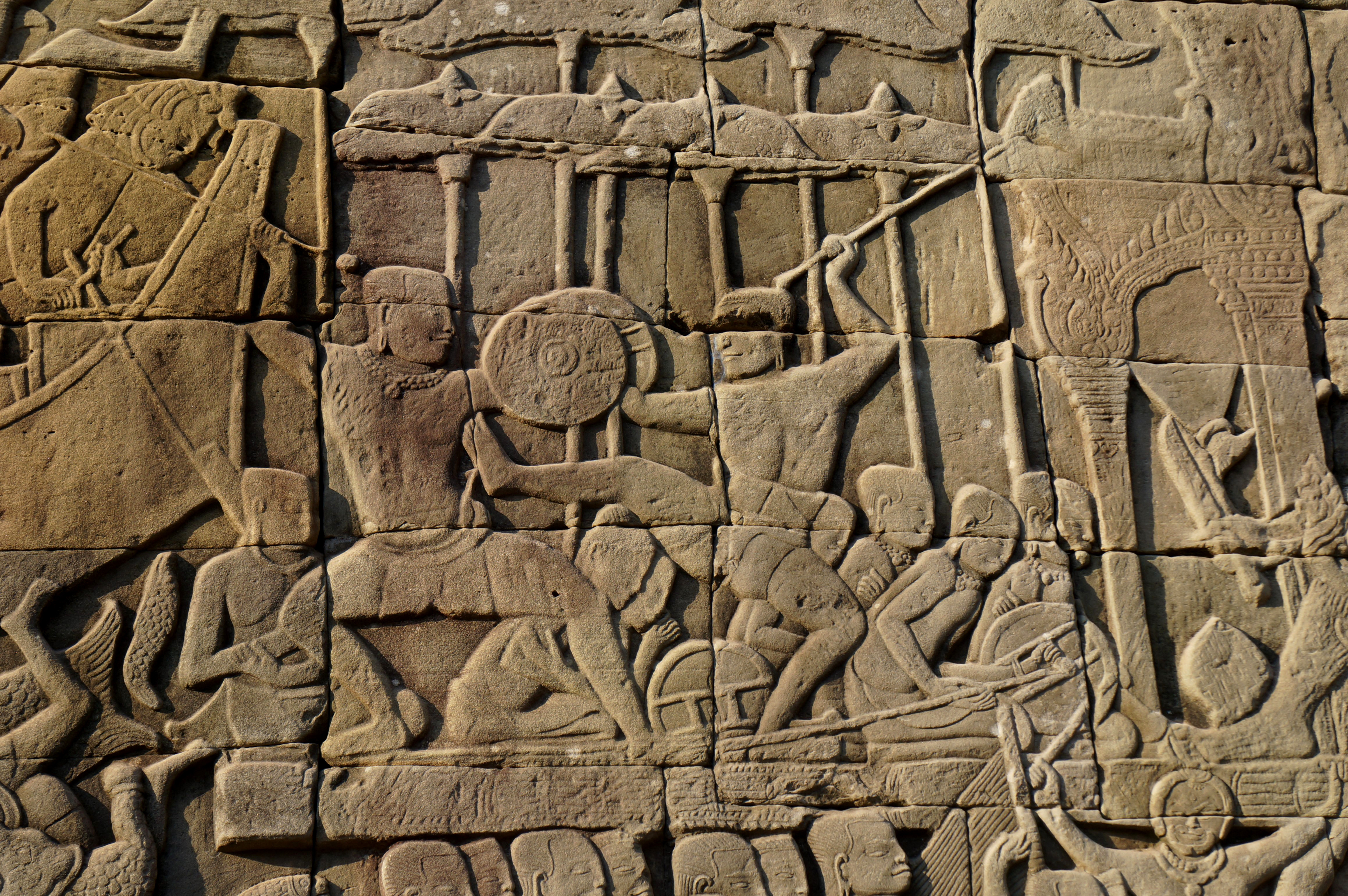
Patada frontal camboyana representada en un bajorrelieve en el Bayon (siglos XII/XIII) en Siem Reap, Camboya ..

## Estilo camboyano
En las artes marciales camboyanas de pradal serey y bokator también se utiliza la patada frontal. La patada frontal se llama sniet theak trang (patada de empuje) o chrot eysei (empuje de salvia). La patada de empuje se considera fácil y sencilla de utilizar en las peleas. La patada de empuje se puede utilizar en áreas que el oponente no protege cuidadosamente. La patada de empuje se puede realizar con la punta del pie o con el talón del pie. La patada de empuje se puede utilizar para atacar debajo de la cintura, el pecho y la mitad de la cara. 

## Karate

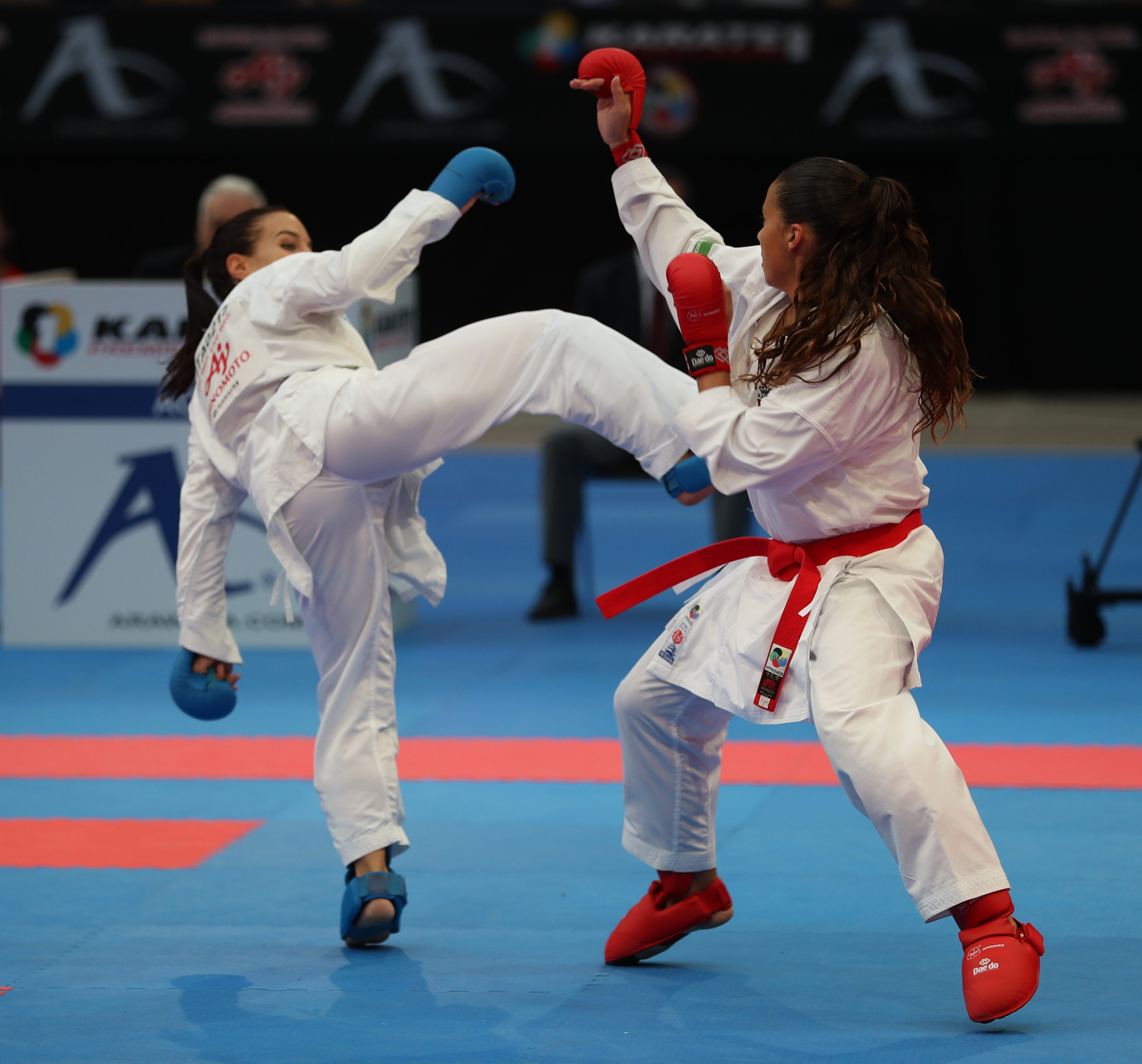
Patada frontal de karate.

La patada frontal, llamada mae geri en japonés, es sin duda la patada principal del kárate tradicional de todos los estilos. Es la patada más utilizada en las formas tradicionales de kata y la patada más practicada en la práctica tradicional de kihon. La patada es un golpe muy fuerte y rápido, y más fácil de dominar que las patadas menos “naturales”. La patada generalmente conecta con la punta del pie, debajo de los dedos, pero a veces se utilizan otros puntos de impacto en las muchas variantes que existen en el kárate japonés y otros estilos. Puede ser un empuje (kekomi) o un chasquido (keage), o algo intermedio. En su forma de empuje o kekomi, el pateador empuja el pie hacia el objetivo aprovechando poderosamente el impulso de su propio peso corporal para impulsar al oponente o al objetivo hacia atrás. En su forma de chasquido o keage, el pateador enfatiza la retracción o retroceso o recámara extremadamente rápido del pie y la parte inferior de la pierna inmediatamente después del impacto (lo que dificulta que el oponente atrape o agarre la pierna); La patada keage exhibe menos fuerza de empuje pero más impacto de ruptura que la forma de patada kekomi . Se puede realizar saltando (surikonde) o saltando (tobikonde) y, a veces, con la pierna estirada hasta el final (mae keage). Se puede ejecutar con la pierna delantera, a la defensiva o saltando hacia adelante, o con la pierna trasera. Puede ejecutarse con las caderas casi cuadradas o con las caderas alineadas hacia los lados como el yoko geri del Wado-ryu Karate. Hay muchas otras variaciones, ya que la patada también se puede fintar, inclinar o lanzar desde el suelo.

## Taekwondo
En taekwondo, la patada frontal lleva el nombre de ap chagi. Se diferencia de la patada de empuje ( mireo chagi ) en que la potencia debe entregarse instantáneamente. Dado que la pierna se mueve hacia adelante mientras que la espinilla y el pie se balancean naturalmente hacia arriba, la aplicación más fácil de esta patada es dirigir la energía hacia arriba, tal vez considerándola una "patada en la ingle". Sin embargo, también se puede aplicar una fuerza masiva hacia adelante con esta patada, que la mayoría de los instructores consideran su principal aplicación. Dirigida hacia adelante, esta es en realidad una de las patadas más poderosas del Taekwondo y se usa con bastante frecuencia en exhibiciones y competencias de romper tablas donde se demuestra el poder.
Para no lesionarse los dedos al ejecutar esta patada, generalmente se lanza a través de la base delantera del pie (ap chook), si no con la parte superior plana del pie (bal deung). Si se realiza con el pie descalzo, se utiliza la punta del pie en el impacto con los dedos levantados para evitar lesiones. Para golpear con un ap chook hay que levantar los dedos de los pies para que las puntas no sean el primer punto de contacto. Incluso cuando se dirige hacia adelante, esta no es una patada en la que el primer punto de contacto debe ser la base del talón, como se considera beneficioso en otras artes marciales que tienen una patada similar. En Taekwondo, uno debe golpear hacia adelante con el tobillo extendido, de modo que la parte superior del pie forme una línea recta con la espinilla y con los dedos doblados hacia atrás (apuntando hacia arriba). En otras palabras, un " ap chook ap chagi ". Tener el pie en cualquier otra posición al dirigir esta patada estrictamente hacia adelante se consideraría muy poco ortodoxo y es un error común entre los principiantes.
Además de ser una patada en sí misma, la patada frontal es un ejercicio utilizado por muchos instructores para enseñar el principio de levantar la rodilla antes de que comience el resto de la patada, algo que se considera importante en taekwondo, donde se traduce literalmente del el coreano ap chagi (앞차기), (y muchas artes de patadas con la notable excepción de la capoeira). En las peleas de competición (conocidas como "sparring" o "kyorugi"), esta patada tiene poco uso real, excepto posiblemente como componente de una patada improvisada que tal vez pretenda ser un " an chagi " o " naeryo chagi ".
Es común doblar ligeramente la rodilla de la pierna sobre la que se está parado al ejecutar esta patada y apuntar el pie sobre la que se está parado un poco hacia afuera. Como en todas las patadas de taekwondo, también se intentará "meter la cadera en la patada", lo que quizás resulte en un ligero desplazamiento del peso hacia adelante. En cualquier caso, se trata de una patada lineal y, como tal, uno puede apoyar su peso.
Existen innumerables variaciones de esta patada y se puede usar junto con otras patadas sin tener que bajar el pie entre patadas. Una variación muy común es "ttwimyeo ap chagi", una patada frontal voladora que puede alcanzar una altura impresionante.
Algunos instructores se refieren a esta patada como "patada rápida". Esto está en sintonía con la línea de pensamiento que parece prevalecer en las diversas formas de taekwondo, donde el ap chagi se usa ampliamente en combinación con golpes y bloqueos manuales de alcance relativamente corto, imitando situaciones en las que tendría que realizarse con bastante rapidez.